# 원 (성씨)
원(元, 袁, 苑, 薳, 源)씨는 한국을 포함한 동아시아의 성씨이다.

## 으뜸 원 元
원(元)씨는 중국 주（周）나라 양왕(襄王, 제18대 왕, 재위기간: 기원전 651∼619) 때 위나라(衛) 대부(大夫) 원훤(元喧)의 후예로 전한다.
《을축보(乙丑譜)》에는 주(周)나라 문왕(文王)의 아들인 강숙(康叔)의 후손이 원현(元縣)을 다스렸으므로 천자(天子)가 원씨(元氏)를 사성하였다고 적고 있다.
계통을 달리하는 원씨로는 북위 효문제 때 왕족들이 원(元)씨로 개성했다고 한다.
원(元)씨는 2015년 대한민국 통계청 인구조사에서 129,522명으로 조사되어, 한국 성씨 인구 52위이다. 본관은 원주(原州) 단본이다.
원주 원씨(原州 元氏)의 시조는 당 태종이 고구려에 파견한 8학사(學士) 중 한 명인 원경(元鏡)이다. 《원주원씨원사(原州元氏源史)》에 따르면, 그는 중국 원성(原城) 사람으로 당나라에서 금자광록대부(金紫光錄大夫) 평장사(平章事)를 지냈으며, 고구려에 와서 두 나라의 국교 회복과 고구려 보장왕(寶藏王)의 책봉에 힘썼으므로 보장왕이 그를 좌명공신(佐命功臣)에 책봉하였다고 한다.
- 원성백계(原城伯系)는 고려 삼한공신(三韓功臣)으로 원성백에 봉해진 원극유(元克猷)을 1세조로 한다. 원극유의 9대손 원부(元傅)가 고려 충렬왕 때 첨의중찬(僉議中贊)에 올랐다.
- 시중공계(侍中公系)는 고려 신종 때 문과에 급제하여 우시랑(宇侍郞)을 지낸 원익겸(元益謙)을 1세조로 한다. 원익겸의 후손 원두표(元斗杓)는 조선 효종조에 좌의정과 우의정에 올랐다.

원주 원씨는 조선시대 문과 급제자 60명, 무과 급제자 136명을 배출하였다.

## 옷 길 원 袁
원(袁)씨는 중국 여남(汝南)에서 계출된 성씨로 진(晋)나라 공자(公子) 원도도(轅塗濤)의 후손이며, 뒤에 원(轅)자에서 차(車)자를 떼어버리고 원(袁)으로 개성(改姓)했다고 한다. 역사 인물로 후한 말의 정치인 원소(袁紹)와 원술(袁術), 중화민국의 초대 대총통 위안스카이[袁世凱] 등이 있다.
원(袁)씨는 2000년 대한민국 통계청 인구 조사에서 1,104명으로 조사되었다. 본관은 비안(比安, 또는 비옥 比屋) 단본이다. 도암(陶菴) 이재(李縡)의 《구원록(究源錄)》에 따르면, 비안 원씨(比安 袁氏)의 시조는 원뇌보(袁賚輔)이다.

## 나라 동산 원 苑
원(苑)씨 1985년 인구조사에는 나타나지 않다가 2000년 대한민국 통계청 인구조사에서 처음으로 나타난 성씨이다. 진양, 달성 2개 본관에 인구는 5명으로 조사되었다. 진양 원씨 3명, 달성 원씨 2명이다.

## 애기풀 원 薳
원(薳)씨는 중국 초나라 성씨로, 위라고도 하며 蔿로 표기하기도 한다. 한국에서는 발견되지 않는 성씨이다.

## 근원 원 源

미나모토 가문의 대나무잎 가몬.

미나모토 씨/우지, 혹은 겐지(일본어: 源氏)는 「미나모토(源)」라는 우지(氏)를 쓰는 씨족으로 가바네(姓)는 아손(朝臣)이다.
일본에서 황족이 신하의 신분으로 강등(신적강하)될 때 하사하던 성씨 중 하나이다.

## 같이 보기
- 元姓
- 袁姓
- 苑姓
- 源姓